# Мустафа Ескіхеллач
Мустафа Ескіхеллач (тур. Mustafa Eskihellaç, нар. 5 травня 1997) — турецький футболіст, півзахисник клубу «Єні Малатьяспор».

## Клубна кар'єра
Вихованець клубу «Дюзюртспор», за який виступав у Третій лізі. 18 січня 2018 року Мустафа перейшов у «Єні Малатьяспор». Там Мустафа дебютував у професіональному матчі з «Малатьяспором» у грі Суперліги з «Касимпашою» (1:1) 9 лютого 2018 року.
Не пробившись до основи, Ескіхеллач здавався в оренди в «Елазигспор» та «Болуспор» з другого дивізіону. Повернувшись 2020 року в «Єні Малатьяспор» став основним гравцем складу.

## Кар'єра у збірній
Мустафа виступав за Туреччину U-20 на Турнірі в Тулоні 2018 року